# Agiorgitiko
Ne doit pas être confondu avec Agiorgítika.
L’agiorgítiko N (αγιωργίτικο, « de Saint-Georges ») est un cépage noir grec de cuve.

## Description
Originaire de la région de Cléones (Grèce), c’est le principal cépage utilisé dans une production viticole centrée sur les vins rouges. Il est généralement comparé au merlot. C’est un cépage tardif, qui mûrit lentement. Les raisins sont récoltés de mi-septembre à mi-octobre. Il est naturellement assez productif, aussi faut-il le tailler assez sévèrement. Pour limiter le rendement, on peut aussi le planter très serré, mais ceci peut engendrer des carences en potassium.
L’Agiorgitiko présente de petites grappes aux baies à la peau fine ; il est très sensible aux maladies (oïdium, mildiou, botrytis…), et facilement virosé, ce qui peut affecter le rendement et la qualité des vins. Il résiste assez bien à la chaleur, mais peut souffrir de stress hydrique. C’est dans les parcelles d'altitude, plus fraîches, comme à Némée, qu’il donne les meilleurs résultats, avec des vins très aromatiques, comme épicés.

## Dénomination
L’aire d’appellation est majoritairement située dans la région de Némée, dans le Péloponnèse, au sud de Corinthe. Il est parfois surnommé « Saint-Georges » (la dénomination anglaise « Saint George » figure sur certaines étiquettes) : il doit son nom à une église byzantine consacrée à ce saint et au fait que la municipalité et le canton de Némée étaient autrefois appelés Agios Georgios (Saint-Georges). On trouve parfois aussi la mention « Sang d’Hercule ».
Il ne faut pas confondre cette appellation de cépage et d’origine relative au bassin viticole corinthien, avec l’agioritiko (αγιορείτικο), autre appellation d’origine relative cette fois au mont Athos en Chalcidique (Macédoine).